# Погодин, Пётр Григорьевич
Пётр Григорьевич Погодин  (1849-1927) — Российский государственный деятель, действительный статский советник, надворный советник, вице-губернатор Виленской губернии, вице-губернатор Минской губернии, губернатор Пермской губернии.

## Биография
Из дворян Калужской губернии. Родился 27 января 1849 года. Получил образование в 5-й Московской гимназии и в 1870 году вступил в службу в помощь мировому посреднику 1-го участка Жиздринского уезда, Калужской губернии. В том же году утвержден кандидатом к мировым посредникам Жиздринского уезда, вскоре перемещен тем же званием в Мосальский уезд, а в 1871 году назначен мировым посредником 2-го участка того же уезда. В 1872 году утвержден директором Мосальского тюремного отделения. В 1874 году назначен членом Мосальского училищного совета от министерства внутренних дел, избран съездом землевладельцев в гласные Мосальского уездного земского собрания, а этим последним председателем Мосальской земской управы, гласным Калужского губернского земского собрания и почетным мировым судьей по Мосальскому уезду. В 1876 году избран членом, а затем председателем совета ремесленного приюта Каншиной в Мосальске. В 1877 году съездом мировых судей Мосальского округа избран в неприменные члены округа. В том же году назначен председателем Слонимского съезда мировых посредников, слонимским уездным предводителем дворянства и председателем временного строительного комитета по возобновлению Петропавловской Рожанской церкви.
В 1878 году назначен почетным мировым судьей Слонимского судебного округа, в следующем году назначен почетным смотрителем Слонимского уездного училища, в 1881 году назначен чиновником для особых поручении V класса при Варшавском генерал-губернаторе. В 1884 году Погодину поручено заведывать 4 делопроизводством канцелярии Варшавского генерал-губернатора. В 1885 году назначен вице-губернатором Виленской губернии, а в 1888 году назначен губернатором Минской губернии. В 1892 году назначен губернатором Пермской губернии. Деятельность Погодина носила консервативный, охранительный характер. По предложению Погодина был составлен план проведения соединительной линии Уральской и Сибирской железных дорог и поставлена задача ускорить строительство. Открылось Пермское экономическое общество, которое осуществляло контроль за состоянием сельского хозяйства и скотоводства, содействовало развитию кредитных крестьянских учреждений. Губернатор полностью поддерживал новый проект. Вскоре, правда, деятельность общества была признана «нежелательной» и прекратилась. В 1897 г. вышел в отставку, формально по состоянию здоровья, фактически в связи с жесткими мерами по подавлению выступления нижнетагильских мастеровых. В начале XX в. проживал в своем имении в Гродненской губернии.

## Семья
- Жена: Погодина (Сухотина) Елизавета Гаврииловна (ум. 22 декабря 1927).[1]
- Дети:
  - Погодина Александра Петровна  (род. 11 ноября 1873 г.)[1]
  - Погодина Надежда Петровна (род. 5 апреля 1875 г.)[1]
  - Погодин Михаил Петрович (род. 2 августа 1887 г.)[1]

## Награды
- Орден Святого Георгия 3-й ст.
- Орден Святого Станислава (Российская империя) 1-й ст.